# You'll Melt More!
You'll Melt More! (ゆるめるモ!, sa transcription hiragana prononcée « Yurumerumo! ») est un groupe d’idoles japonaises formé en octobre 2012. Actuellement composé de quatre membres, le groupe est aussi connu sous le nom de Yurumerumo!. Il y a par ailleurs un jeu de mots entre le nom du groupe « You'll melt » (signifiant « tu fondras » en anglais) et le verbe « yurumeru » (ゆるめる) (signifiant « desserrer » en français).
Leur devise est « Nous sommes venues pour desserrer le cœur de chacun! Nous, You’ll Melt, More! » (みんなのハートをゆるめにきました！私たち、ゆるめる、モ～！, Min'na no heart wo yurume ni kimashita! Watashitachi, yurumeru, mo~!).

## Histoire
Le groupe se forme en octobre 2012. Il est à l'origine un quartor féminin dont les membres originaux sont Yumikon, Kechon, Itchy et Nonchan. Peu après, Momopi les a rejointes en janvier 2013. Elle occupe la position de centre dans le groupe. 
Itchy est le premier des membres à effectuer sa graduation en février 2013. Le groupe se produit pour la première fois en concert en mars suivant au Asagaya Loft à Tokyo.
Le groupe sort son premier single Hello World EP sous un petit label You'll Records en avril 2013. Ensuite, il sort un premier mini-album New Escape Underground qui est le premier disque du groupe qui sortir à l'échelle nationale en septembre 2013 sous le même label.

Nonchan quitte le groupe d'idoles en septembre 2013 et cinq autres jeunes filles, Chiffon, Younapi, Ano, Chibo et Yuizarasu, rejoignent le groupe en tant que nouveaux membres le même mois. Le groupe est agrandi à huit membres. En plus qu'en être membre, Ano joue de la guitare et du clavier.
Avec cette nouvelle formation, un mini-album intitulé Hako Melt More! est réalisé en collaboration avec le groupe de rock Hakoniwa no Shitsunaigaku (箱庭の室内楽). Il est exceptionnellement publié sur le label T-Palette Records. Le premier album complet Unforgettable Final Odyssey (UFO) sort en juillet 2014 exceptionnellement sous un autre label Space Shower Music également. La formation du groupe reste stable dans le temps de deux mini albums un album studio jusqu'à ce que Yuizarasu obtienne son diplôme et quitte le groupe en août suivant.
Un autre membre, Chibo forme le duo Escalator or Elevator avec Asakura Mizuho d'un autre groupe d'idoles Bellring Girls Heart. Elles font leurs débuts ensemble avec le single Entrance EP sorti en octobre 2014.
Momopi a changé son nom pour s’appeler Mone (もね) en novembre 2014.
Younapi et Rinahamu Ichigo (ex-membre de BiS) sortent le single Kiramekiraririkaru (きらめきらりりかる) en décembre 2014 sous le nom de Napihamu (なぴはむ).
Un autre membre d'origine, Yumikon, quitte You'll Melt More! en décembre. Elle avait annoncé sa remise de diplôme du groupe le 17 décembre 2014 en raison de problèmes de santé. Elle avait déjà cessé ses activités depuis juin précédent pour le même motif. Son état de santé ne s'étant pas amélioré, elle a pris la décision de quitter le groupe. En effet, sa remise de diplôme, visiblement précipitée, a officiellement lieu le 26 décembre après un concert d’adieu. Elle remercie ses fans pour leur soutien et ses camarades du groupe et a notamment présenté ses excuses au public. Yumikon n'a pas participé à l’enregistrement du dernier EP du groupe SUImin CIty DEstroyer sorti après son départ le 31 décembre. Un message de remerciement de la part de Yumikon a été posté sur le site officiel du groupe.
Le groupe continue ses activités en tant que sextuor. Par ailleurs, You'll Melt More! sort un nouveau single Hamidasumo! le 25 mars 2015 sur le label Space Shower Music.
You’ll Melt More! et le groupe de rock Hijokaidan (非常階段) sortent en collaboration les albums Kaitai Koukan ~Mayonaka no Heavy Rock Party~ (解体的交歓〜真夜中のヘヴィ・ロック・パーティ〜) en décembre 2014 et Watashi wo Noise ni Tsuretette (私をノイズに連れてって) en mars 2015.
Peu après, en avril 2015, l'un des membres, Ano, participa à une campagne originale dans les quartiers de Tokyo pour promouvoir le concert final de la tournée du groupe : tirer au canon à confettis et chanter au célèbre Carrefour de Shibuya ; manger des crevettes assise à une table au milieu de la rue Takeshita à Harajuku ; et porter des panneaux en criant et en encourageant les passants avec un mégaphone à la gare de Shinbashi.
Elle-même et Ringo Koishio (du groupe d'idoles Band Ja Naimon!) sont nommées mannequins pour l'exposition Tokyo Heroine (トーキョーヒロイン展) en avril 2015.
Le mois suivant, en mai 2015, Chibo met en pause ses activités afin de se consacrer à ses études. Le même mois, Mone est mise au repos pendant une semaine en raison de problèmes de santé.
Les six membres du groupe ont joué dans le film Onna no Ko yo Shitai to Odore (女の子よ死体と踊れ). Le long-métrage est réalisé par Kayoko Asakura et sorti au cinéma en octobre 2015 au Japon.
En novembre 2015, les groupes You'll Melt More! et Band Ja Naimon! ont collaboré pour la promotion des marques de vêtements Bedsidedrama et Neb aaran do.
Le groupe sort son premier album compilation You Are the World est sorti en novembre 2015.
En parallèle avec ses travaux avec le groupe, Younapi travaille en tant que DJ sous le nom de DJ younaP!. Elle a sorti son premier single solo Return To My Innocence le 9 novembre 2015.
Ano a participé au programme de Roman Porsche intitulé 3MC1Porsche de janvier à mars 2016. En compagnie de l'idole Shizu Mizuno et du mannequin Aris Mukaide, elles devaient créer une chanson de hip hop originale tout en voyageant.
En  février 2016, Chibo a grimpé jusqu’au sommet du Mont Takao avec des fans, et y a organisé un événement live à l'occasion de son anniversaire.
En avril suivant, il est annoncé qu'elle et sa collègue Mone vont quitteront You’ll Melt More! en juillet 2016 : Chibo sera transférée vers le groupe sœur Let's PocoPoco, souhaitant repartir à zéro. Elle a expliqué qu’elle avait toujours pour objectif d'atteindre les sommets. elle souhaiterait interpréter des chansons du même style que le groupe Morning Musume. Tandis que Mone effectuera sa graduation du groupe, déclarant être en désaccord avec la direction prise par le management en raison de la volonté du groupe de signer sous un label major.

Le concert de graduation des deux membres a eulieu le 10 juillet 2016 au Shinkiba Studio Coast à Tokyo.
Le mini-album We Are a Rock Festival, en vente en juillet 2016, a marqué le renouvellement du groupe avec seulement 4 membres.

La collection de clips Rock Video! (ロクビデオ！) est sortie le même mois ; le DVD inclut également la comédie musicale Gekimerumo! (劇めるモ！) et d’autres bonus.

## Membres
Chacun des membres est associé à une couleur.
| Kechon (けちょん)      | 26 décembre | Violet     | Membre d'origine |
| Chiffon (しふぉん)     | 18 novembre | Rouge      | Joint en septembre 2013                                                                                                |
| Yonapi (ようなぴ)      | 15 juillet  | Blanc      | Joint en septembre 2013                                                                                                |
| Ano (あの)             | 4 septembre | Bleu clair | Joint en septembre 2013                                                                                                |
| Ex-membres             |             |            | |
| Itchy (いっちー)       | ?           | -          | Membre d'origine ; diplômée le 28 février 2013                                                                         |
| Nonchan (のんちゃん)   | ?           | -          | Membre d'origine ; diplômée le 22 septembre 2013                                                                       |
| Yuizarasu (ゆいざらす) | ?           | Jaune      | Joint en septembre 2013 ; diplômée le 9 août 2014                                                                      |
| Yumikon (ゆみこーん)   | 17 juillet  | Vert       | Membre d'origine ; diplômée le 26 décembre 2014                                                                        |
| Mone (もね)            | 29 novembre | Rose       | « Membre central » ; anciennement nommée Momopi (ももぴ) ; joint le groupe en janvier 2013 ; diplômée en juillet 2016. |
| Chibo (ちーぼう)       | 13 janvier  | Orange     | Joint en septembre 2013 ; diplômée en juillet 2016                                                                     |

## Discographie
| #             | Date de sortie   | Nom de l'album                    | Titre original              | Label              | Remarques                                                |
| Albums studio | Albums studio    | Albums studio                     | Albums studio               | Albums studio      | Albums studio                                            |
| ------------- | ---------------- | --------------------------------- | --------------------------- | ------------------ | -------------------------------------------------------- |
| 1             | 9 juillet 2014   | Unforgettable Final Odyssey (UFO) | Unforgettable Final Odyssey | Space Shower Music |                                                          |
| 2             | 11 novembre 2015 | You Are The World                 | YOU ARE THE WORLD           | You'll Records     | compilation                                              |
| 3             | 29 novembre 2017 | Youtopia                          | YOUTOPIA                    |                    |                                                          |
| Singles       |                  |                                   |                             |                    |                                                          |
| 1             | 20 avril 2013    | Hello World EP                    | Hello World EP              | You'll Records     |                                                          |
| 2             | 25 mars 2015     | Hamidasumo!                       | Hamidasumo!                 | Space Shower Music |                                                          |
| 3             | 12 août 2015     | Literature and Destroy EP         | 文学と破壊EP                | You'll Records     |                                                          |
| 4             | 22 juin 2016     | Antonio                           | アントニオ                  | You'll Records     | Distribution limitée                                     |
| 5             | 15 mars 2017     | Kodoku to Gyakushū EP             | 孤独と逆襲EP                | You'll Records     |                                                          |
| 6             | 4 octobre 2017   | Talking Hits EP                   | TALKING HITS EP             | You'll Records     |                                                          |
| EPs           |                  |                                   |                             |                    |                                                          |
| 1             | 3 septembre 2013 | New Escape Underground            | New Escape Underground      | You'll Records     |                                                          |
| -             | 22 janvier 2014  | Hako Melt More!                   | 箱めるモ!                   | T-Palette Records  | Attribué à You’ll Melt More! × Hakoniwa no Shitsunaigaku |
| 2             | 21 mai 2014      | Electric Sukiyaki Girls           | Electric Sukiyaki Girls     | You'll Records     |                                                          |
| 3             | 31 décembre 2014 | Suimin City Destroyer             | SUImin CIty DEstroyer       | You'll Records     |                                                          |
| 4             | 13 juillet 2016  | We Are A Rock Festival            | WE ARE A ROCK FESTIVAL      | You'll Records     |                                                          |
| 5             | 28 juin 2017     | Disco Psychedelica                | ディスコサイケデリカ        | You'll Records     |                                                          |